# Тетуан
Тетуан (араб. تطوان букв. «око» або «джерело, фонтан»; фр. Tétouan; ісп. Tetuán) — місто на півночі Марокко в берберському регіоні Ер-Риф. В 1912—1956 рр. Тетуан — столиця протекторату Іспанське Марокко. Нині просто районний центр провінції Тетуан у складі області Танжер-Тетуан. Населення — 320 тис. чол.
Тетуан розташований на березі Середземного моря в декількох кілометрах від Гібралтарської протоки, за 40 км на схід від Танжера, колись важливого центру європейського присутності в Магрибі.